# Рокитна (приток Прута)
Рокитна (укр. Рокитна, Рокитнянка) — река на Украине, протекает по территории Черновицкого района Черновицкой области. Левый приток Прута (бассейн Дуная).
Длина реки 30 км, площадь водосборного бассейна — 136 км². Долина V-образная, шириной до 2 км. Пойма двусторонняя, шириной 30—100 м. Русло умеренно извилистое, на отдельных участках пересыхает, шириной до 4 м. Уклон реки 6,8 метров на километр.
Берёт начало среди лесного массива в пределах Хотинской возвышенности, северо-западнее села Коленковцы. Течёт на юго-восток, впадает в Прут на южной окраине города Новоселица.